# 小行星2536
小行星2536（2536 Kozyrev）是一颗围绕太阳公转的小行星。1939年8月15日，格利果利·N·諾伊明在克里米亚发现了此天体。
該小行星以俄羅斯天文學家尼古拉·科濟列夫命名。
这颗小行星的绝对星等为90.50551等。